# نشان رسمی آلاباما
.نشان رسمی ایالت آلاباما یک نشان رسمی در ایالات متحده می‌باشد.

## نشان‌هایی رسمی از دولت آلاباما

نشان رسمی فرمانداری ایالت آلاباما
نشان رسمی از فرماندار ستوان آلاباما
نشان رسمی  رئیس‌جمهور منتخب در آلاباما
نشان رسمی از رئیس مجلس آلاباما نمایندگان
نشان رسمی از سیستم قضایی متحد آلاباما
نشان رسمی از دادستان کل آلاباما
نشان رسمی هیئت آلاباما از بخشودگی و Paroles
نشان رسمی آژانس مدیریت اضطراری آلاباما
نشان رسمی از وزارت آلاباما کشاورزی و صنایع
نشان رسمی از وزارت آلاباما از اصلاحات
نشان رسمی از وزارت آلاباما امنیت داخلی
نشان رسمی از وزارت آلاباما کار
نشان رسمی از وزارت آلاباما بهداشت
نشان رسمی از وزارت آلاباما امنیت عمومی
نشان رسمی از وزارت آلاباما حمل و نقل
نشان رسمی از وزارت خزانه داری آلاباما
نشان رسمی از اوراق بهادار کمیسیون آلاباما
نشان رسمی از گارد ملی آلاباما
نشان ملی از نیروی دفاع دولت آلاباما